# 아드레노
아드레노(Adreno)는 퀄컴의 GPU IP의 이름으로, 스냅드래곤과 같은 퀄컴의 다양한 SoC에 채택되어 사용되는 모바일 GPU다. 원래는 2006년에 AMD의 자회사로 편입된, ATI 테크놀로지 소유로 Imageon이라 불렸으나, 2008년에 퀄컴이 사업부를 인수해 지금의 이름인 아드레노로 변경했다. 아드레노(Adreno)는 ATI의 데스크탑 PC용 그래픽 처리 장치의 이름인 라데온(Radeon)의 철자 배열 순서만 바꾼 말이다.

### Adreno 1세대
- Adreno 130

### Adreno 2xx 시리즈
- Adreno 200

- Adreno 203

- Adreno 205

- Adreno 220

- Adreno 225

### Adreno 3xx 시리즈
- Adreno 302
- Adreno 304
- Adreno 305

- Adreno 306
- Adreno 320

- Adreno 330

### Adreno 4xx 시리즈
- Adreno 405
- Adreno 418
- Adreno 420

- Adreno 430

### Adreno 5xx 시리즈
- Adreno 505
- Adreno 510
- Adreno 512
- Adreno 519
- Adreno 530
- Adreno 540

### Adreno 6xx 시리즈
- Adreno 605
- Adreno 610
- Adreno 615
- Adreno 616
- Adreno 618
- Adreno 619L
- Adreno 619
- Adreno 620
- Adreno 630
- Adreno 640
- Adreno 642L
- Adreno 642
- Adreno 650
- Adreno 660
- Adreno 675
- Adreno 680
- Adreno 690

## 같이 보기
- 파워VR
- 비방트
- 엔비디아 테그라
- 엔비디아 그래픽 처리 장치 목록
- 애플 M1